# Grewia madagascariensis
Grewia madagascariensis är en malvaväxtart som beskrevs av René Paul Raymond Capuron. Grewia madagascariensis ingår i släktet Grewia och familjen malvaväxter. Inga underarter finns listade i Catalogue of Life.